# Baal Hammon

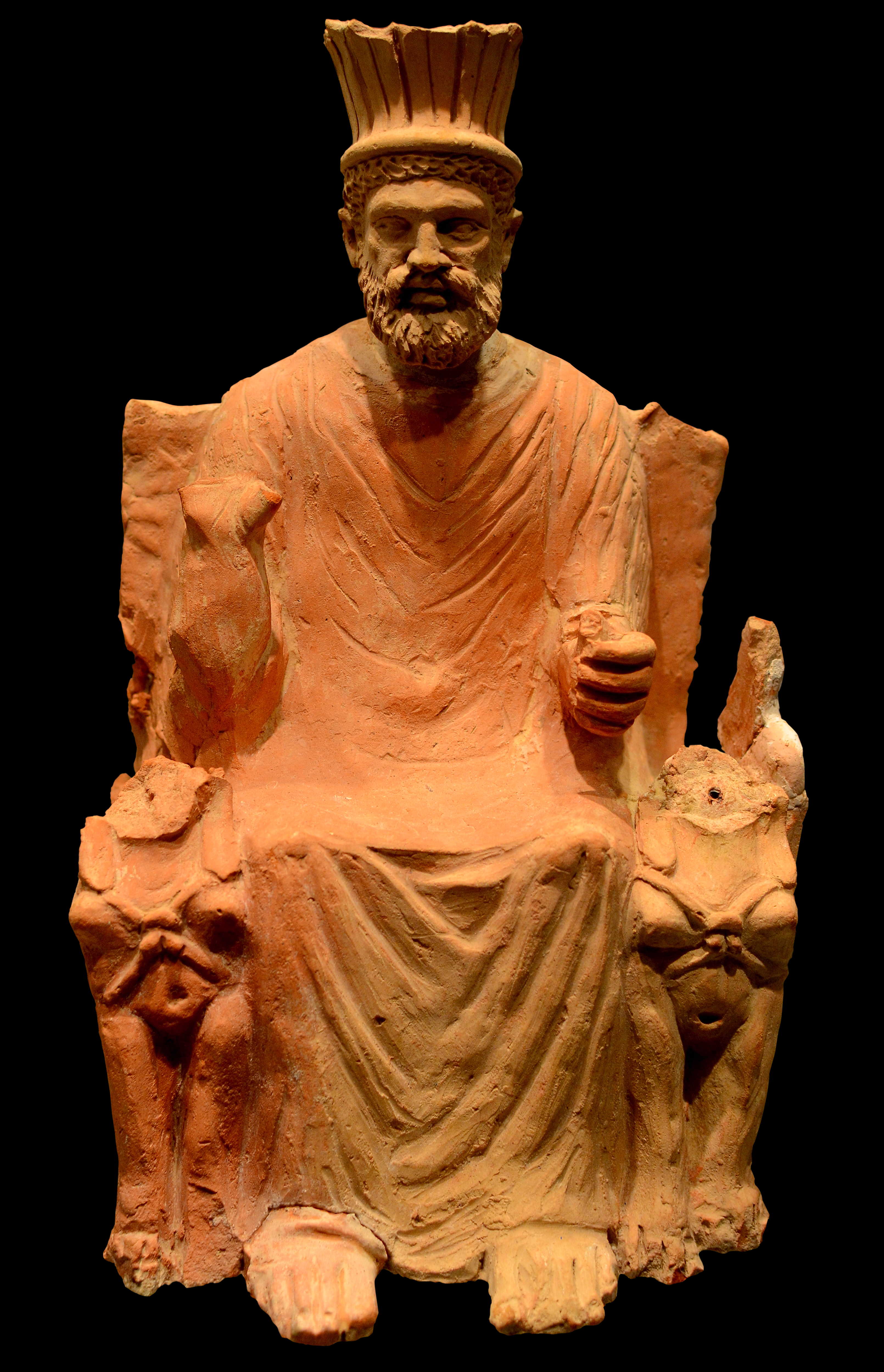
Baal Hammon (Museo Nacional del Bardo).

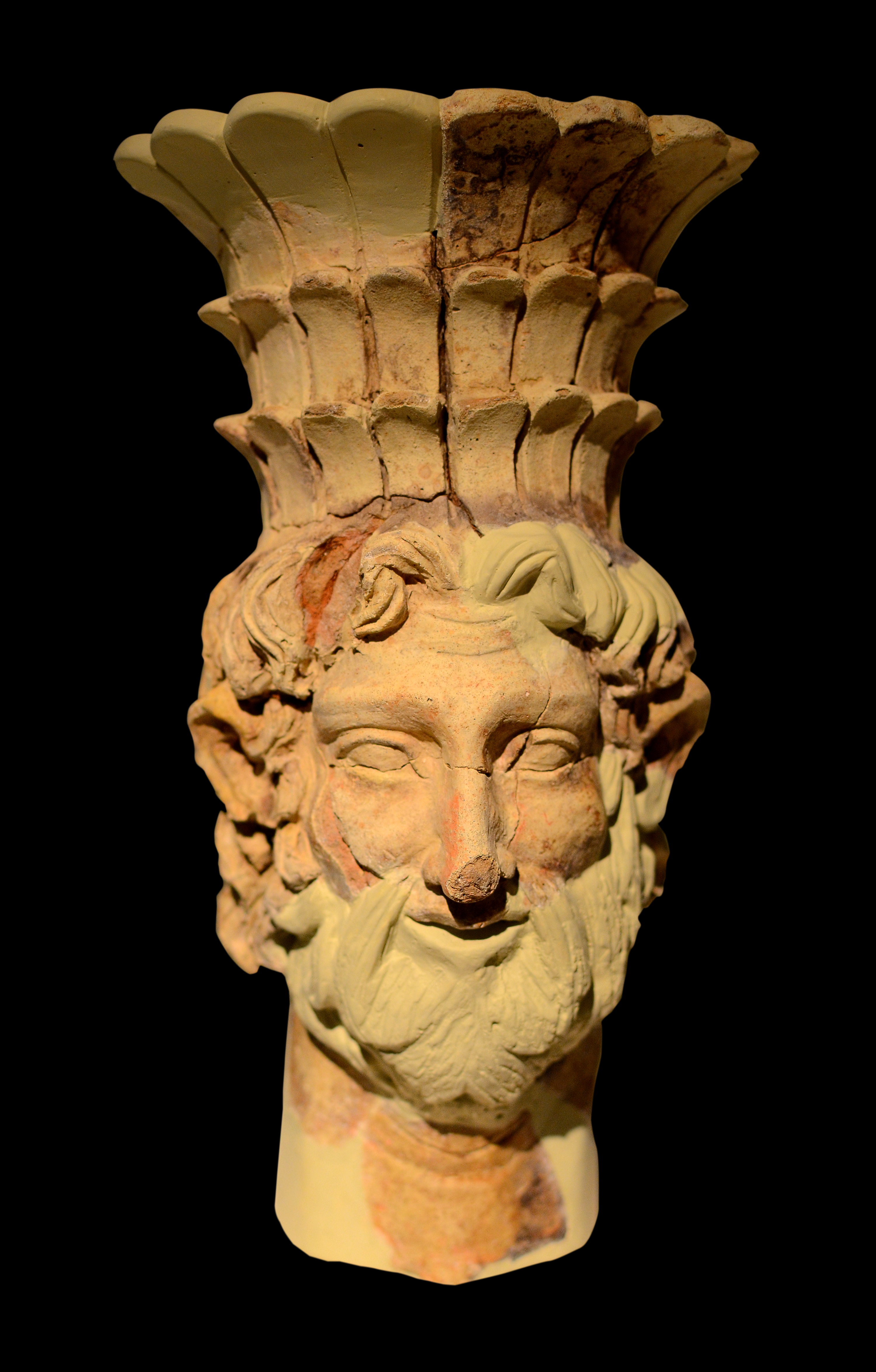
Quemador de incienso representando a Baal-Hamon, siglo II a. C.

Baal Hammon o Baal Ammon era el principal dios fenicio adorado en la colonia de Cartago, generalmente identificado por los griegos como Crono y por los romanos como Saturno.
Era un dios atmosférico considerado responsable de la fertilidad de la vegetación y considerado como rey de los dioses. Tradicionalmente se representaba como un hombre barbado con cuernos rizados de carnero. La compañera de culto de Baal Ḥammon era Tanit.

## Etimología
Baal significa "señor"; sin embargo, el significado de hammon es incierto, siendo posible su origen en Amón "El oculto", símbolo del poder creador y "Padre de todos los vientos" en la mitología egipcia. También se le consideraba el Señor de los altares del incienso.

## Culto y atributos
La adoración a Baal Hammon floreció en diferentes colonias fenicias como Motia o Cartago. Se cree que su supremacía entre los dioses cartagineses data del siglo V a. C., después de que las relaciones entre Cartago y Tiro se rompieran con la Batalla de Hímera (480 a. C.). Los eruditos lo identifican de diversas maneras con el dios semítico del noroeste El o con Dagón. 
En Cartago y en el norte de África, Baal Hammon fue asociado especialmente con el carnero y fue adorado también como Baal Qarnaim ('El señor de los dos cuernos') en un santuario al aire libre en Jebel Boukornine ('la colina de los dos cuernos'), en Túnez. Los símbolos del dios eran la media luna y el disco solar.
La interpretatio graeca lo identificó con el titán Crono. En la Antigua Roma fue identificado con Saturno, y el intercambio cultural entre Roma y Cartago como resultado de la segunda guerra púnica puede haber influido en el desarrollo de la fiesta de Saturnalias. Los atributos de su forma romanizada como un Saturno africano indican que Hammon (Amunus en la obra de Filón de Alejandría) era un dios de la fertilidad.
Las fuentes grecorromanas relatan que los cartagineses quemaban a sus hijos como ofrendas a Baal Hammon. En su nombre se hacían sacrificios humanos, "molk", como ofrenda religiosa. Durante algún tiempo ha habido controversia a este respecto: los restos humanos hallados en el tofet de Cartago se habían atribuido a restos procedentes de niños muertos por causas naturales o productos de abortos humanos. Por la abundancia de restos, la edad de la muerte de los niños, así como la presencia de restos animales (que suponen eran sacrificados en sustitución de algunos niños, hijos de familias poderosas), algunos autores descartan la primera hipótesis.

## Geografía
Baal Hamon también es un lugar mencionado en Antiguo Testamento en Cantares 8:11. Allí existía un viñedo productivo, propiedad de Salomón, que entregó a unos arrendatarios, a cambio de que le trajeran mil siclos de plata cada uno al acabar la cosecha. Se supone que el lugar era idéntico a la ciudad caananita de Baal-gad, y también a Hammon en la tribu de Aser. Otros lo identifican con Belamon, en la Palestina Central, cerca de Dothaim.